# Apaloderma
Apaloderma és un gènere d'ocells de la família dels trogònids (Trogonidae). Aquests trogons habiten a la selva de l'àrea afrotròpica.

## Taxonomia
Segons la classificació del Congrés Ornitològic Internacional (versió 2.5, 2010) aquest gènere conté tres espècies:
- trogon cuabarrat (Apaloderma vittatum).
- trogon galtagroc (Apaloderma aequatoriale).
- trogon narina (Apaloderma narina).